# Beaver Valley, Arizona
Beaver Valley je naseljeno područje za statističke svrhe u američkoj saveznoj državi Arizona. Prema popisu stanovništva iz 2010. u njemu je živjelo 231 stanovnika.